# Der Usedom-Krimi: Mörderhus
Mörderhus ist ein Fernsehfilm aus der Kriminalfilmreihe Der Usedom-Krimi. Er wurde im Auftrag von ARD Degeto und dem NDR von der Razor Film Produktion für Das Erste produziert. Die Pilotfolge der Filmreihe wurde am 30. Oktober 2014 erstgesendet.

## Handlung
Die ehemalige Staatsanwältin Karin Lossow wird nach einigen Jahren Haft aus dem Gefängnis entlassen. Sie hatte einst im Affekt ihren Mann mit der Dienstwaffe ihrer Tochter Julia erschossen, weil dieser mit einer anderen Frau geschlafen hatte. Zur Überraschung ihres Bewährungshelfers und ihrer Tochter zieht sie jetzt nicht wie geplant in eine Neubauwohnung nach Rostock, sondern kehrt wieder in ihre Heimat Usedom ins „Mörderhus“ zurück. Nicht nur zum Missfallen ihrer Tochter, die ihrer Mutter die Tat bis jetzt nicht verzeihen kann. Karin muss sich abwertende Blicke und Kommentare der Inselbewohner gefallen lassen. Sie selbst sieht auf Usedom eine zweite Chance für ihr Leben und hat auch bald einen guten Draht zu ihrer umweltbewussten Enkelin Sophie, die sie durch juristische Tipps bei einer Protestaktion unterstützt. Karin findet auch Arbeit in einem Wisentgehege, kümmert sich um die Tiere und kontrolliert den Einlass.
Julia muss den Todesfall Thomas Krenzlin aufklären. Der junge querschnittsgelähmte Mann wird ertrunken im Wasser gefunden. Sein Rollstuhl muss vom Steg gefahren sein, die Bremsen waren nicht festgezogen. Doch Schwester Anke und der polnische Pfleger Janek sind sich sicher, dass die Bremsen festgezogen waren, als sie Thomas allein ließen, um in einer nahegelegenen Hütte ein wenig Zeit miteinander zu verbringen. Eine Nachstellung am Steg ergibt auch, dass selbst heftiger Wind den Rollstuhl nicht ins Wasser hätte wehen können. Da Thomas vor zwei Jahren alkoholisiert einen Unfall verursacht hatte, bei dem zwei junge Frauen ums Leben kamen und er selbst schwerbehindert überlebte, könnte dies auch ein Racheakt gewesen sein.
Als der Grabstein von Thomas mit einer in Polen gekauften Spraydose beschmiert wird, lenkt dies den Verdacht auf Janek. Bei ihren Ermittlungen zum polnischen Pfleger Janek bekommt Julia in Polen Unterstützung von Marek Wozniak, mit dem sie auch eine Affäre hat. Janek bestreitet die Tat und sagt, ihm wolle jemand die Schuld geben. Auch habe er die Spraydose nicht auf dem Friedhof zurückgelassen. Anke ruft Janek an und sagt ihm, er solle sich nie wieder bei ihr melden. Eine Zeugenbefragung ergibt, dass nicht Janek die Dose gekauft hat, sondern Till Braydon, Sohn eines wichtigen Lokalpolitikers und eines Parteifreundes von Staatsanwalt Brunner. Als sich auf Tills Handy dann noch Fotos von Janeks und Ankes Geschlechtsakt in der Nähe des Stegs finden, macht ihn das noch verdächtiger. Im Verhör gelingt es Julia, die entscheidenden Informationen von Till und Julia zu bekommen. Till, der eifersüchtig auf Janek war, hatte die beiden in der Hütte beobachtet und auch mitbekommen, dass Thomas’ Vater Heiner ihn vom Steg ins Wasser geschoben hat, weil er mit der ganzen Situation nicht zurechtkam. Dadurch konnte er Anke erpressen und sie dazu bringen, sich von Janek zu trennen und ihm sexuell gefällig zu sein.
Karin ist mit ihrem Gespür auch dahintergekommen und fährt zu Heiner. Auf seinem Boot spricht sie mit ihm und sagt, sie müsse dies ihrer Tochter sagen. Heiner schlägt Karin kurzerhand bewusstlos. Als sie wieder zu sich kommt, findet sie auf dem Eis vor dem Boot eine leere Whiskyflasche und sieht Heiners Mütze an der Grenze von Eis und Wasser liegen.
Beim Aufräumen im Mörderhus findet Karin zum Schluss eine Tasche ihres Mannes voller Geld.

## Produktion
Der Film wurde vom 4. Februar 2014 bis zum 5. März 2014 vorwiegend auf der Ostseeinsel Usedom sowie in Berlin gedreht. Drehort für das Haus des Toten in war in der Wolgaster Schützenstraße.

## Rezeption

### Kritik
Das Lexikon des internationalen Films bezeichnet den Film als einen „[r]outinierte[n], gut gespielte[n] Fernsehserien-Krimi, verwoben mit einer melodramatischen Familiengeschichte. Der Auftakt einer Reihe lebt eher von der Melancholie einer kalten Winterlandschaft als von spannungsreichem Suspense, vor allem aber von der Ausstrahlung seiner Hauptdarstellerin“.
Für die Kritiker der Fernsehzeitschrift TV Spielfilm hatte Mörderhus eine „starke Atmosphäre, gute Darsteller – mehr davon!“. Sie lobten: „Knorrige Menschen in herb-schöner Landschaft – der entschleunigte Auftakt der losen TV-Reihe geriet vor allem dank der beiden charakterstarken Hauptdarstellerinnen sehr vielversprechend. Einige Nebenstränge der Handlung bleiben noch etwas nebulös“ und bewerteten den Film mit dem Daumen nach oben.

### Einschaltquoten
Die Erstausstrahlung des Auftaks zur Fernsehreihe am 30. Oktober 2014 sahen in Deutschland 6,24 Millionen Zuschauer, was einem Marktanteil von 19,3 % entsprach.